# Atsuki Yamanaka
Atsuki Yamanaka (japanisch 山中 惇希 Yamanaka Atsuki; * 6. Mai 2001 in der Präfektur Saitama) ist ein japanischer Fußballspieler.

## Karriere
Atsuki Yamanaka erlernte das Fußballspielen in der Jugendmannschaft des Erstligisten Urawa Red Diamonds. Seinen ersten Profivertrag unterschrieb er am 1. Februar 2020 bei Thespakusatsu Gunma. Der Verein aus Kusatsu, einer Stadt in der Präfektur Gunma, spielte in der zweiten japanischen Liga. Am 1. August 2021 wechselte er bis Saisonende zum Drittligisten AC Nagano Parceiro. Sein Drittligadebüt für den Verein aus Nagano gab er am 20. Oktober 2021 (20. Spieltag) im Auswärtsspiel gegen Vanraure Hachinohe. Hier wurde er in der 85. Minute für Takuma Mizutani eingewechselt. Das Spiel endete 0:0. Nach der Ausleihe kehrte er Ende Januar 2022 zu Thespakusatsu zurück. Am Ende der Saison 2024 musste er mit dem Verein als Tabellenletzter den Weg in die Drittklassigkeit antreten.